# Краївський Ігор Михайлович
Ігор Михайлович Краївський (нар. 25 серпня 1981) — український футболіст, що грав на позиції півзахисника. Відомий за виступами в низці українських команд першої та другої ліг.

## Клубна кар'єра
Ігор Краївський розпочав виступи на футбольних полях у 1998 році в команді другої ліги «Карпати-2» зі Львова. У 1998 році футболіст перейшов до аматорської команди «Динамо» зі Львова, яка з початку сезону 1999—2000 років розпочала виступати в другій лізі. У цій команді Краївський став не лише гравцем основного складу, а й одним із кращих бомбардирів команди, та за 3 сезони виступів за львівських динамівців відзначився 17 забитими м'ячами в 77 матчах чемпіонату. У 2002 році футболіст знову повернувся до системи львівських «Карпат», цього разу переважно грав за «Карпати-2» в першій лізі, кілька матчів провів також за «Карпати-3» в другій лізі.
У сезоні 2003—2004 років Ігор Краївський грав у складі команди першої ліги «Спартак» з Івано-Франківська, проте футболістом основи не став, зігравши лише 9 матчів у чемпіонаті. У 2004 році футболіст перейшов до складу іншої команди першої ліги «Газовик-Скала» зі Стрия, де став футболістом основного складу, та провів за два сезони 44 матчі чемпіонату.
У сезоні 2006—2007 років Краївський грав у складі команди другої ліги «Княжа» (Щасливе). У другій половині 2007 року футболіст грав у складі команди другої ліги «Арсенал» з Білої Церкви, після чого до кінця 2021 грав у складі низки аматорських клубів Львівської області.